# Гарсия-и-Гарсия, Эусебия
Эусебия Гарсия-и-Гарсия или Тереза Младенца Иисуса и Святого Иоанна Креста (исп. Teresa del Niño Jesús y de San Juan de la Cruz, 5 марта 1909, Мохалес, Испания — 24 июля 1936, Гвадалахара, Испания) — блаженная Римско-католической церкви, монахиня ордена босых кармелиток, мученица.

## Биография
Эусебия Гарсия-и-Гарсия родилась 5 марта 1909 года в Мохалес в провинции Гвадалахарав Испании в многодетной семье Хуана Гарсии и Эулалии Гарсии. Начальное образование она получила в семье. В 7 лет её привезли в Сиквенса в дом дяди по материнской линии — священника Флорентина Гарсии, каноника, секретаря епископа, который также пал жертвой преследования духовенства в годы гражданской войны в Испании. Эусебия была вдохновлена чтением книги «Истории одной души» святой Терезы Младенца Иисуса и Святого Лика. Под духовным руководством дяди-священника она готовилась к монашеской жизни и ещё в отрочестве принесла обет целомудрия.
Получив образование в коллегии урсулинок в 16 лет, 2 мая 1925 года Эусебия поступила к босым кармелиткам в монастырь Святого Иосифа в Гвадалахаре. Ей дали имя Терезы Младенца Иисуса, к которому позднее она прибавила и Святого Иоанна Креста. Через одиннадцать лет — 6 марта 1936 года она принесла монашеские обеты. Всё это время в монастыре Тереза несла послушание больничной сестры.
22 июля 1936 года монастырь Святого Иосифа был распущен республиканской милицией. Монахинь обязали переодеться в мирское платье и группами разойтись по знакомым, но сёстры образовали тайную обитель в миру. Однако уже 24 июля монахини были вынуждены рассеяться. Настоятельница отправила сестёр Марию Пилар и Святого Франциска Борджа, Марию Ангелов и Святого Иосифа и Терезу Младенца Иисуса и Святого Иоанна Креста к некой благодетельнице, согласившейся предоставить убежище трём монахиням.
Группа милиционеров заметила сестёр у подъезда благодетельницы. Тереза Младенца Иисуса и Святого Иоанна Креста хотела укрыться в гостинице «Палаче», но милиционеры загнали её на кладбище. Они потребовали, чтобы она прокричала: «Слава коммунизму!». Но монахиня, убегая, крикнула: «Слава Христу Царю!». Тогда милиционеры расстреляли её в спину.

## Прославление
10 июля 1941 года тела монахинь были обнаружены и перенесены в монастырь Святого Иосифа в Гвадалахаре. Процесс по причислению мучениц к лику блаженных длился с 1955 (с перерывом с 1958 по 1982 годы) до 1987 года.
29 марта 1987 года Римский папа Папа Иоанн Павел II в соборе Святого Петра в Риме беатифицировал всех трёх монахинь как мучениц, пострадавших во время гражданской войны в Испании 1936—1939 годов.
Литургическая память совершается 24 июля.

## Цитата
«Единственная цель подвижничества, это стяжание святости, (стяжание) всего Иисуса» (Тереза Младенца Иисуса и Святого Иоанна Креста).